# Голубовка (Новомосковский район)
Голубо́вка (укр. Голубівка) — село,
Голубовский сельский совет,
Новомосковский район,
Днепропетровская область,
Украина.
Код КОАТУУ — 1223282001. Население по переписи 2001 года составляло 3836 человек.
Является административным центром Голубовского сельского совета, в который, кроме того, входят сёла
Воскресеновка,
Троицкое, посёлки
Миролюбовка и
Кильчень.

## Географическое положение
Село Голубовка находится у истоков рек Кильчень и Гайдиха,
на расстоянии в 1 км от посёлка Кильчень.
Реки в этом месте пересыхают, на них сделано несколько запруд.
Через село проходят автомобильные дороги М-18 (E 105) и Т-0422.
Рядом проходит железная дорога, станция Кильчень в 2-х км.

## История
- На территории села Голубовка обнаружены курганные погребения эпохи ранней бронзы (III тысячелетие до н. э.), а также курганы кочевников-половцев XI—XII веков.
- На месте нынешнего села в 1745 году был запорожский зимовник. Он положил начало слободе Кильчени, которая в 1791 году переименована в село Голубовка.
- Много горя принесла населению временная оккупация Голубовки фашистами. Гитлеровцы установили в селе режим террора. На глазах семьи они расстреляли бывшего бригадира колхоза «Красный партизан» Д. Ф. Дмитрюка, убили председателя колхоза Д. С. Бодню. На каторжные работы в Германию были вывезены 200 юношей и девушек. Тех родителей, дети которых прятались от угона на каторгу, палачи отправляли в концентрационные лагеря, а имущество их забирали. Значительная часть местных жителей спаслась от неволи благодаря врачу А. П. Петраш, дававшей справки о болезни. Несмотря на репрессии, многие жители села, среди них А. И. Бацун, И. А. Рыскаль, А. И. Лях, П. Н. Ведмидь, Ф. С. Северин и другие, вступили в Перещепинский партизанский отряд, которым командовал Н. А. Миненко. На фронтах Великой Отечественной войны сражались 1294 голубовца, 510 из них погибли, 391 награждён орденами и медалями.
- Уроженец Голубовки Г. П. Кравченко (1912—1943) — советский военачальник, генерал-лейтенант авиации, дважды Герой Советского Союза. Участвовал в боях против японских империалистов в Китае и в советско-финляндской войне 1939—1940 гг. Первую звезду Героя Советского Союза получил в феврале 1939 года за выполнение специального задания Советского правительства, а вторую — за героизм и отвагу, проявленные в боях у реки Халхин-Гол. В годы Великой Отечественной войны командовал военно-воздушными силами 3-й армии, группой Ставки Верховного Главнокомандования, а с июля 1942 года — 215-й истребительной авиадивизией. Погиб смертью храбрых 23 февраля 1943 года в воздушном бою. Похоронен в Москве на Красной площади у Кремлёвской стены. Именем Г. П. Кравченко названа Голубовская средняя школа, в селе установлен бронзовый бюст героя.
- Уроженцем Голубовки является и Герой Советского Союза Н. К. Лысенко. Начав войну вблизи западных границ СССР комиссаром авиаэскадрильи скоростных бомбардировщиков, он закончил её в Германии командиром трижды орденоносного гвардейского штурмового авиационного полка, в рядах которого насчитывалось 17 Героев Советского Союза. Полковник Н. К. Лысенко совершил 250 боевых вылетов, участвовал в 60 воздушных боях. Н. К. Лысенко проживал в Днепропетровске. В селе установлен памятник советским воинам, павшим при освобождении села.

## Экономика
- ООО «Агрофирма „Олимпекс-Агро“».
- Строится животноводческий комплекс.
- ФХ «Конка».

## Объекты социальной сферы
- Школа I-III ст.
- Школа I-II ст.
- Детский сад.
- Больница.
- Дом культуры.
- Школьный исторический музей.
- Библиотека.

## Известные люди
- Кравченко Григорий Пантелеевич (1912—1943) — дважды Герой Советского Союза, родился в селе Голубовка.
- Лысенко Николай Калистратович (1916—1984) — Герой Советского Союза, родился в селе Голубовка.

## Достопримечательности
- Братская могила советских воинов.
- Постамент с танком ИС-3. "Воинам 32 гвардейской Краснознаменной танковой бригады".
- Бронзовый бюст Кравченка Г.П.
- Памятный знак Казакам Запорожской Сечи(основателям села Голубовка).
- "Свято-Успенский храм".

## Религия
- Свято-Успенский храм (построен на месте разрушенного).